# Кубок Кремля 2000
Кубок Кремля 2000 — тенісний турнір, що відбувся на закритих кортах з килимовим покриттям спорткомплексу Олімпійський у Москві (Росія). Належав до серії International в рамках Туру ATP 2000, а також до серії Tier I в рамках Туру WTA 2000. Тривав з 23 до 29 жовтня 2000 року.

## Фінальна частина

### Одиночний розряд, чоловіки
Євген Кафельников —  Давід Пріносіл 6–2, 7–5
- Для Кафельникова це був 2-й титул за сезон і 22-й - за кар'єру.

### Одиночний розряд, жінки
Мартіна Хінгіс —  Анна Курнікова 6–3, 6–1
- Для Хінгіс це був 8-й титул за сезон і 34-й — за кар'єру.

### Парний розряд, чоловіки
Йонас Бйоркман /  Давід Пріносіл —  Їржі Новак /  Давід Рікл 6–2, 6–3
- Для Бйоркмана це був 1-й титул за рік і 21-й — за кар'єру. Для Пріносіла це був 2-й титул за сезон і 8-й - за кар'єру.

### Парний розряд, жінки
Жюлі Алар-Декюжі /  Ай Суґіяма —  Мартіна Хінгіс /  Анна Курнікова 4–6, 6–4, 7–6(5)
- Для Алар-Декюжі це був 10-й титул за сезон і 15-й — за кар'єру. Для Суґіями це був 7-й титул за сезон і 16-й — за кар'єру.